# Equació biquadrada

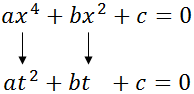
Equació quadràtica que s'obté al aplicar el canvi de variable t=x² a l'equació biquadrada ax^{4}+bx²+c=0.

Les equacions biquadrades (dues vegades quadrades) són un cas especial de les equacions polinòmiques de 4t grau.
Equacions biquadrades són equacions de 4t grau incompletes que només tenen els termes en {\displaystyle x^{4}} en {\displaystyle x^{2}} i el terme independent. Per tant, tota equació biquadrada, un cop reduïda, es podrà escriure com:
{\displaystyle ax^{4}+bx^{2}+c=0}
Aquestes equacions es poden resoldre fent un canvi de variable {\displaystyle t=x^{2}} que la converteix  en una equació de 2n grau.
Si {\displaystyle t=x^{2}} aleshores {\displaystyle ax^{4}+bx^{2}+c=0} es pot escriure com
{\displaystyle at^{2}+bt+c=0} que és una equació de segon grau en {\displaystyle t} i que es pot resoldre utilitzant la fórmula general.
Si {\displaystyle t_{1}} i {\displaystyle t_{2}} són les solucions de l'equació en t per trobar les solucions de l'equació biquadrada original haurem de desfer el canvi de variable. Així les solucions seran 
{\displaystyle x^{2}=t_{1}:x=\pm {\sqrt {t_{1}}}}
{\displaystyle x^{2}=t_{2}:x=\pm {\sqrt {t_{2}}}}

## Exemple
Quan s'aplica el canvi {\displaystyle t=x^{2}} a l'equació biquadrada {\displaystyle x^{4}-2x^{2}+1=0}, s'obté l'equació {\displaystyle t^{2}-2t+1=0}, que té l'única solució de multiplicitat doble {\displaystyle t=1}. Per tant, les úniques solucions de l'equació biquadrada són {\displaystyle x_{1}=1} i {\displaystyle x_{2}=-1}.